# October Faction
October Faction ist eine US-amerikanische Science-Fiction-Horror-Fernsehserie von Damian Kindler, die auf den gleichnamigen Comics von Steve Niles und Damien Worm basiert. Die erste Staffel wurde am 23. Januar 2020 auf Netflix veröffentlicht.
Im März 2020 setzte Netflix die Serie nach einer Staffel ab.

## Handlung
Fred und Deloris Allen jagen für die Organisation Presidio menschlich aussehende Monster wie Vampire und Warlocks, halten diesen Beruf aber gegenüber ihren nicht leiblichen Kindern, den 17-jährigen Zwillingen Viv und Geoff, geheim, um ihnen ein normales Leben zu ermöglichen. Nach dem angeblichen Tod von Freds Vater richten die Allens sich in dessen Haus in ihrer Heimatstadt ein. Während die Zwillinge in der neuen Schule einen schweren Start haben, entdecken sie neue übersinnliche Fähigkeiten an sich.
Ein weiblicher Warlock namens Alice Harlow, die Fred und Deloris jagen, entführt die Zwillinge und enthüllt ihnen, dass sie ihre leibliche Mutter ist. Sie wurden geboren, während Presidio die Stadt der Warlocks angriff und ihre Bewohner ausrottete, und Fred und Deloris haben sie mitgenommen. Die Zwillinge wenden sich daraufhin zunächst von ihren bisherigen Eltern ab, doch als Presidio die Stadt stürmt und die Bewohner in Quarantäne nimmt, um an Alice zu gelangen, müssen sie alle zusammenarbeiten.

## Besetzung und Synchronisation
Die deutschsprachige Synchronisation entsteht nach einem Dialogbuch und unter der Dialogregie von Tanja Schmitz durch die Christa Kistner Synchronproduktion GmbH in Berlin.
| Rolle                    | Funktion                          | Darsteller                             | Folgen           | Synchronsprecher                   |
| ------------------------ | --------------------------------- | -------------------------------------- | ---------------- | ---------------------------------- |
| Deloris Allen, geb. Lane | monsterjagendes Ehepaar           | Tamara Taylor, Taveeta Szymanowicz 1   | 1–10             | Anke Reitzenstein, Esra Vural      |
| Fred Allen               | monsterjagendes Ehepaar           | J. C. MacKenzie, Charles Vandervaart 1 | 1–10             | Bernd Vollbrecht, Julian Tennstedt |
| Viv Allen                | nicht leibliche Kinder der Allens | Aurora Burghart                        | 1–10             | Victoria Frenz                     |
| Geoff Allen              | nicht leibliche Kinder der Allens | Gabriel Darku                          | 1–10             | Patrick Baehr                      |
| Alice Harlow             | weiblicher Warlock                | Maxim Roy                              | 1, 2, 4–10       | Viktoria Sturm                     |
| Samuel Allen             | Fred Allens Vater                 | Stephen McHattie                       | 1–3, 5–10        | Jan Spitzer                        |
| Maggie Allen             | Fred Allens Mutter                | Wendy Crewson                          | 1, 2, 5–7, 9, 10 | Daniela Hoffmann                   |
| Edith Mooreland          | Leiterin von Presidio             | Megan Follows, Kate Ross 1             | 1–4, 6, 7–10     | Bianca Krahl, Tanja Schmitz        |
| Hannah Mercer            | Arbeiterin bei Presidio           | Michelle Nolden                        | 2–7, 9, 10       | Katrin Zimmermann                  |
| Gina Fernandez           | Deloris’ alte Freundin, Sheriff   | Nicola Correia-Damude                  | 1–3, 5, 6, 9, 10 | Svantje Wascher                    |
| Dante                    | Mensch-Maschinen-Hybrid           | Calvin Desautels                       | 1, 3–6, 9, 10    |                                    |
| Woody Markham            | Sheriff Deputy                    | Robin Dunne                            | 2, 5, 6, 9, 10   | Armin Schlagwein                   |
| Moshe                    | Monsterjäger                      | Dayo Ade                               | 6–10             | Peter Lontzek                      |
| Philipp Mishra           | Geoffs neuer Freund               | Praneet Akilla                         | 1–6, 9, 10       | Julius Jellinek                    |
| Madison St. Claire       | neue Mitschülerin von Viv         | Sara Waisglass                         | 1–6, 9, 10       | Jodie Blank                        |
| Cathy MacDonald          | Vivs neue Freundin                | Anwen O’Driscoll                       | 2–5, 9, 10       | Yamuna Kemmerling                  |

## Episodenliste
| Nr.                                                                        | Deutscher Titel              | Originaltitel            | Regie          | Drehbuch                            |
| -------------------------------------------------------------------------- | ---------------------------- | ------------------------ | -------------- | ----------------------------------- |
| 1                                                                          | Presidio                     | Presidio                 | Director X     | Damian Kindler                      |
| 2                                                                          | Kein Land für alte Vampire   | No Country for Old Vamps | Director X     | Mohamad El Masri                    |
| 3                                                                          | Schrecken der Vergangenheit  | The Horror Out of Time   | Damian Kindler | George Strayton                     |
| 4                                                                          | Katerstimmung                | Soirees of Future Past   | Damian Kindler | Keely MacDonald                     |
| 5                                                                          | Die Wahrheit und ihre Folgen | Truth and Consequences   | Megan Follows  | Melissa Blake                       |
| 6                                                                          | Neue Erkenntnisse            | Open Your Eyes           | Megan Follows  | Christina Walker                    |
| 7                                                                          | Tiefpunkt                    | Nadir                    | Mina Shum      | James Thorpe                        |
| 8                                                                          | Alice                        | Alice                    | Mina Shum      | Keely MacDonald & Mohammad El Masri |
| 9                                                                          | Blutsbande                   | Bonds of Blood           | David Frazee   | Melissa Blake & George Strayton     |
| 10                                                                         | Die October Faction          | The October Faction      | David Frazee   | Damian Kindler & James Thorpe       |
| Alle Folgen wurden weltweit am 23. Januar 2020 auf Netflix veröffentlicht. |                              |                          |                |                                     |

## Hintergrund
Netflix kündigte die 10-teilige Serie von Damian Kindler erstmals am 28. September 2018 an. Produziert wurde sie von High Park Entertainment zusammen mit IDW Entertainment, die sie international vertreibt. Die Besetzung der Hauptrollen wurde im Oktober bekanntgegeben. Dreharbeiten fanden in Ontario, Kanada statt, unter anderem in den Städten Cambridge und Hamilton. Einen Trailer veröffentlichte Netflix am 9. Januar.
Die erste Staffel wurde weltweit am 23. Januar 2020 veröffentlicht.